# Ігри Британської імперії та Співдружності 1954
Ігри Британської імперії і Співдружності 1954 пройшли у місті Ванкувер (Канада) з 30 липня по 7 серпня 1954 року. Це були перші ігри після того, як у 1952 році було змінено назву Ігор Британської імперії.
Ігри 1954 року найбільш відомі тим, що саме на них відбулося змагання між Роджером Банністером і Джоном Ленді, яке назване «Диво-миля». Ці два спортсмени були єдиними на той час, хто пробігав одну милю швидше, ніж за чотири хвилини, і вперше вони брали участь в одному забігу. Також вперше в історії два бігуни в одному забігу пробігли милю менше, ніж за 4 хвилини. Того ж дня Джим Пітерс, володар світового рекорду у марафоні, прибіг на стадіон на 17 хвилин попереду найближчого переслідувача, але на останньому колі знесилився і не завершив дистанцію.
Учасниками ігор були 662 спортсмени з 24 країн і територій.

## Стадіони і споруди
- Церемонії відкриття і закриття, Легка атлетика: Емпайр Стедіум, Hastings Park
- Боулінг: West Point Grey Club, New West Club
- Бокс: Ванкувер Форум, Тихоокеанська національна виставка
- Велоспорт: Емпайр Овал
- Фехтування: Школа «Лорд Бінг»
- Веслування: канал на річці Веддер, Чилівак
- Плавання і стрибки у воду: Емпайр Пул, Університет Британської Колумбії
- Важка атлетика: Екзибішн Гарденс, Тихоокеанська національна виставка
- Боротьба: Керрісдейл Арена
- Селище спортсменів: Університет Британської Колумбії

## Учасники

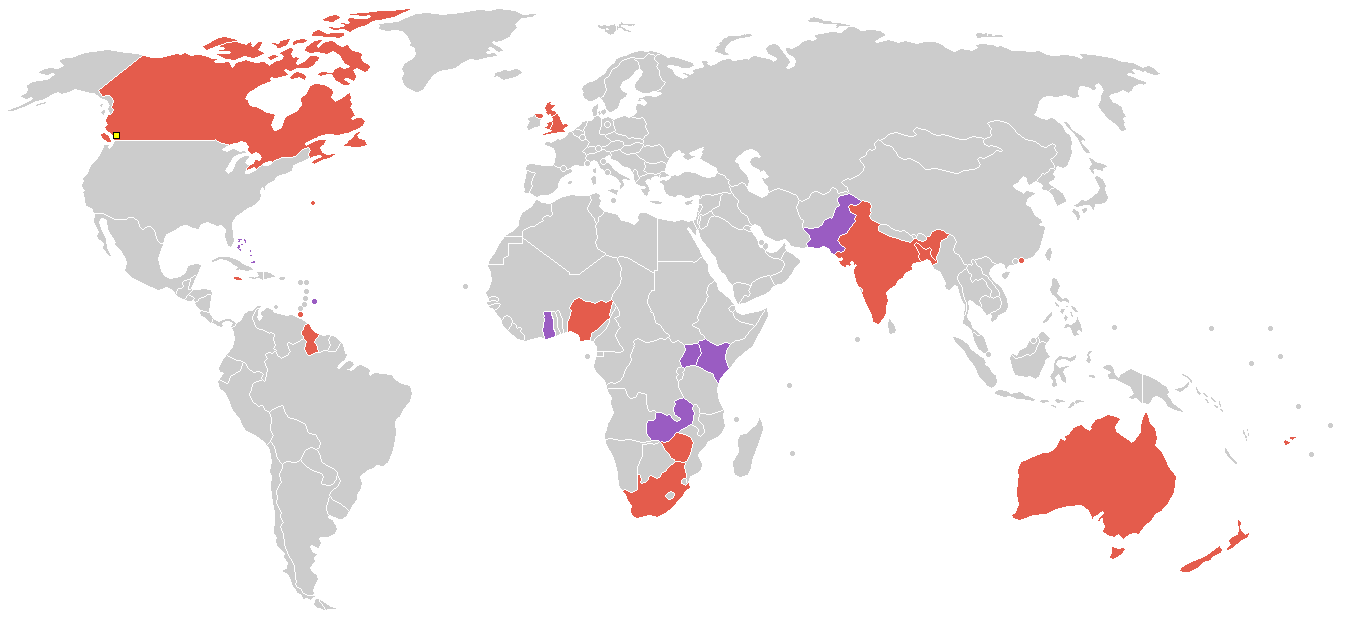
Країни і території, що брали участь

На Іграх Британської імперії та Співдружності 1954 року виступало 24 збірних.
(Збірні, що вперше брали участь, виділено жирним).
- Австралія
- Англія
- Багамські Острови
- Барбадос
- Бермудські Острови
- Британська Гвіана
- Гонконг
- Золотий Берег
- Індія
- Канада
- Кенія
- Нігерія
- Нова Зеландія
- Пакистан
- Південна Африка
- Південна Родезія
- Північна Ірландія
- Північна Родезія
- Тринідад і Тобаго
- Уганда
- Уельс
- Фіджі
- Шотландія
- Ямайка

## Таблиця медалей

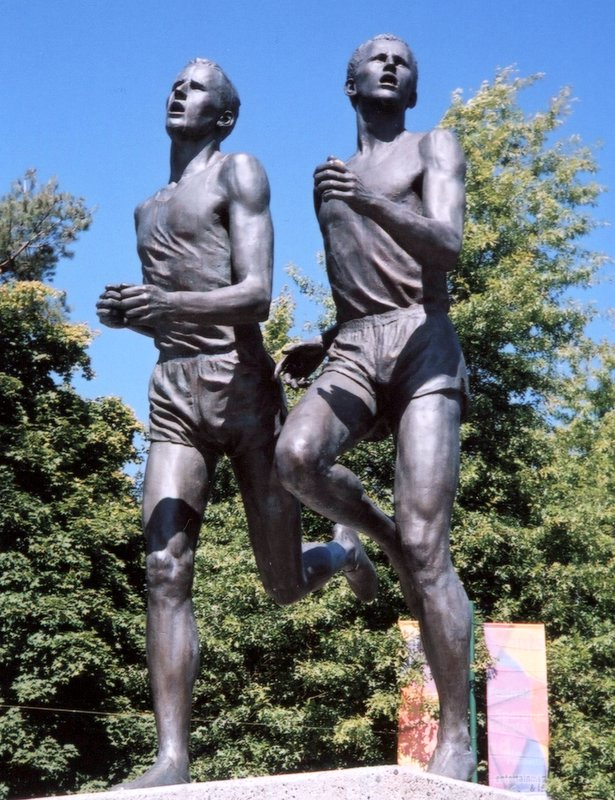
Статуя у Ванкувері, що вшановує «Диво-милю» за участю Роджера Банністера і Джона Ленді

| Місце  | Країна                     | Золото | Срібло | Бронза | Загалом |
| ------ | -------------------------- | ------ | ------ | ------ | ------- |
| 1      | Англія                     | 23     | 24     | 20     | 67      |
| 2      | Австралія                  | 20     | 11     | 17     | 48      |
| 3      | Південно-Африканський Союз | 16     | 6      | 13     | 35      |
| 4      | Канада                     | 9      | 20     | 14     | 43      |
| 5      | Нова Зеландія              | 7      | 7      | 5      | 19      |
| 6      | Шотландія                  | 6      | 2      | 5      | 13      |
| 7      | Південна Родезія           | 2      | 2      | 1      | 5       |
| 8      | Тринідад і Тобаго          | 2      | 2      | 0      | 4       |
| 9      | Північна Ірландія          | 2      | 1      | 0      | 3       |
| 10     | Північна Родезія           | 1      | 4      | 3      | 8       |
| 11     | Нігерія                    | 1      | 3      | 3      | 7       |
| 12     | Пакистан                   | 1      | 3      | 2      | 6       |
| 13     | Уельс                      | 1      | 1      | 5      | 7       |
| 14     | Ямайка                     | 1      | 0      | 0      | 1       |
| 15     | Барбадос                   | 0      | 1      | 0      | 1       |
| 15     | Гонконг                    | 0      | 1      | 0      | 1       |
| 15     | Уганда                     | 0      | 1      | 0      | 1       |
| 18     | Британська Гвіана          | 0      | 0      | 1      | 1       |
| Усього | Усього                     | 92     | 89     | 89     | 270     |

## Призери

### Академічне веслування
| Дисципліна                               | Золото                                                                    | Золото   | Срібло                                                             | Срібло   | Бронза                                                                            | Бронза   |
| ---------------------------------------- | ------------------------------------------------------------------------- | -------- | ------------------------------------------------------------------ | -------- | --------------------------------------------------------------------------------- | -------- |
| Одиночки, чоловіки                       | Дон Роулендс                                                              | 00:08:28 | Сідні Ренд                                                         | 00:08:43 | Боббі Вільямс                                                                     | 00:08:51 |
| Парні двійки, чоловіки                   | Мервін Вуд, Маррей Райлі                                                  | 00:07:55 | Боб Паркер, Рег Дуглас                                             | 00:08:05 | Дональд Гест, Лоуренс Стефен                                                      | 00:08:29 |
| Двійка розпашна без стернового, чоловіки | Боб Паркер, Рег Дуглас                                                    | 00:08:24 | Том Крісті, Ніколас Клек                                           | 00:08:24 | Дейв Андерсон, Джефф Вільямсон                                                    | 00:08:30 |
| Четвірка розпашна з стерновим, чоловіки  | Лайонел Роббердс, Дейв Андерсон, Пітер Еватт, Джефф Вільямсон, Мервін Вуд | 00:07:58 | Брюс Калпен, Керрі Ешбі, Маррей Ешбі, Білл Тіннок, Стенлі Каллагер | 00:08:04 | Джеффрі Пейдж, Родерік Макміллан, Аластер Девідсон, Моріс Леґґ, Девід Глінн-Джонс | 00:08:05 |
| Вісімки, чоловіки                        | Канада                                                                    | 00:06:59 | Англія                                                             | 00:07:11 |                                                                                   |          |

### Бокс
| Категорія                     | Золото                 | Срібло          | Бронза                |
| ----------------------------- | ---------------------- | --------------- | --------------------- |
| Найлегша (до 49 кг)           | Дік Каррі              | Ейб Беккер      | Уорнер Батчелор       |
| Перша легка (до 52 кг)        | Джон Сміллі            | Гордон Сміт     | Абубакар Іді Гаруба   |
| Напівлегка (до 56 кг)         | Леонард Лейшінг        | Малколм Коллінс | Дейв Чарнлі           |
| Легка (до 60 кг)              | Піт ван Стаден         | Френк МакКіллан | Брайан Кегілл         |
| Перша напівсередня (до 64 кг) | Мікі Бергін            | Обрі Гарріс     | Дес Дюгуі             |
| Напівсередня (до 69 кг)       | Ніколас Гаргано        | Родні Літцов    | Хендрік ван дер Лінде |
| Перша середня (до 72 кг)      | Вілф Грівс             | Фредді Райт     | Брюс Веллс            |
| Середня (до 75 кг)            | Йоганнес ван дер Колфф | Артур Кроуфорд  | Марсель Пьо           |
| Напівважка (до 81 кг)         | Піт ван Вуурен         | Ентоні Мадіган  | Білл Місселбрук       |
| Важка (до 91 кг)              | Брайан Гарпер          | Геррі Б'юкенен  | Джордж Дженкінс       |

### Боротьба
| Вагова категорія        | Золото             | Срібло        | Бронза         |
| ----------------------- | ------------------ | ------------- | -------------- |
| Найлегша (до 52 кг)     | Луіс Байзе         | Фред Фланнері | Мохаммад Дін   |
| Легша (до 57 кг)        | Джефф Джеймісон    | Мухаммад Амін | Ієн Ептон      |
| Напівлегка (до 62 кг)   | Абрагам Гелденгуйс | Герб Голл     | Джон Армітт    |
| Легка (до 68 кг)        | Годфрі Пієнаар     | Рубі Леобовіч | Дік Гаррард    |
| Напівсередня (до 74 кг) | Нік Лубсер         | Абдул Рашид   | Рей Майленд    |
| Середня (до 82 кг)      | Германус ван Зіл   | Джим Крісті   | Гаррі Кендалл  |
| Напівважка (до 90 кг)   | Якоб Терон         | Роберт Стекл  | Дан ван Стаден |
| Важка (понад 90 кг)     | Кеннет Річмонд     | Кейт Молтмен  |                |

### Боулз
Змагання проводилися лише серед чоловіків
| Дисципліна | Золото                        | Срібло                       | Бронза                     |
| ---------- | ----------------------------- | ---------------------------- | -------------------------- |
| Одиночні   | Ралф Ходжес                   | Джеймс Пірретт               | Артур Сондерс              |
| Пари       | Вільям Росботам, Персі Уотсон | Сем Гардінер, Річард Вільямс | Джордж Бадж, Джон Карсвелл |
| четвірки   | Південна Африка               | Гонконг                      | Південна Родезія           |

### Важка атлетика
Змагання тільки серед чоловіків.
| Вагова категорія        | Золото          | Золото | Срібло             | Срібло | Бронза         | Бронза |
| ----------------------- | --------------- | ------ | ------------------ | ------ | -------------- | ------ |
| Найлегша (до 56 кг)     | Моріс Медженніс | 281    | Френк Коуп         | 276,5  | Кейт Кепл      | 274    |
| Напівлегка (до 60 кг)   | Родні Вілкс     | 313    | Жуль Сильвен       | 297    | Рон Дженкінс   | 279    |
| Легка (до 67,5 кг)      | Верн Барберіс   | 347    | Джордж Ніколлс     | 344,5  | Ян Пітерсе     | 333    |
| Напівсередня (до 75 кг) | Джеймс Галлідей | 362,5  | Ліонель де Фрейтас | 342    | Джуліус Парк   | 338    |
| Середня (до 82,5 кг)    | Геррі Граттон   | 403,5  | Луіс Греефф        | 367    | Брюс Джордж    | 353,5  |
| Напівважка (до 90 кг)   | Ківіл Дейлі     | 399    | Леннокс Кілгур     | 392    | Джозеф Барнетт | 376,5  |
| Важка (понад 90 кг)     | Даг Гепберн     | 471,5  | Дейв Бейлі         | 453,5  | Геролд Клегорн | 421,5  |

### Велоспорт

#### Трек
| Дисципліна                                   | Золото        | Золото   | Срібло          | Срібло   | Бронза         | Бронза   |
| -------------------------------------------- | ------------- | -------- | --------------- | -------- | -------------- | -------- |
| Роздільний старт, чоловіки                   | Дік Плуг      | 00:01:12 |                 |          | Кейт Гаррісон  | 00:01:13 |
| Роздільний старт, чоловіки                   | Альфред Свіфт | 00:01:12 |                 |          | Кейт Гаррісон  | 00:01:13 |
| Спринт, чоловіки                             | Сіріл Пікок   |          |                 |          | Томас Шарделоу |          |
| Індивідуальна гонка переслідування, чоловіки | Норман Шейл   | 00:05:03 | Пітер Бразертон | 00:05:09 | Роберт Фаулер  | 00:05:07 |
| Скретч 10 миль, чоловіки                     | Ліндсей Кокс  | 00:21:59 | Кейт Гаррісон   |          | Дон Скен       |          |

#### Шосейні гонки
| Дисципліна              | Золото       | Золото   | Срібло     | Срібло | Бронза       | Бронза |
| ----------------------- | ------------ | -------- | ---------- | ------ | ------------ | ------ |
| Шосейна гонка, чоловіки | Ерік Томпсон | 02:44:08 | Джон Бейрд | NTT    | Бернард Пасі | NTT    |

### Легка атлетика

#### Чоловіки
| Дисципліна                   | Золото                                                                    | Золото     | Срібло                                                                      | Срібло    | Бронза                                                               | Бронза  |
| ---------------------------- | ------------------------------------------------------------------------- | ---------- | --------------------------------------------------------------------------- | --------- | -------------------------------------------------------------------- | ------- |
| Біг на 100 ярдів             | Майк Агостіні                                                             | 9,6 GR     | Дон МакФарлейн                                                              | 9,7       | Гектор Гоґан                                                         | 9,7     |
| Біг на 220 ярдів             | Дон Джоветт                                                               | 21,5       | Брайан Шентон                                                               | 21,5      | Кен Джонс                                                            | 21,9    |
| Біг на 440 ярдів             | Кеван Госпер                                                              | 47,2 GR    | Дон Джоветт                                                                 | 47,4      | Террі Тобакко                                                        | 47,8    |
| Біг на 880 ярдів             | Дерек Джонсон                                                             | 1.50,7 GR  | Брайан Г'юсон                                                               | 1.51,2    | Ієн Бойд                                                             | 1.51,9  |
| Біг на 1 милю                | Роджер Банністер                                                          | 3.58,8 GR  | Джон Ленді                                                                  | 3.59,6    | Річ Фергюсон                                                         | 4.04,6  |
| Біг на 3 милі                | Кріс Чатавей                                                              | 13.35,2 GR | Фред Грін                                                                   | 13.37,2   | Френк Сандо                                                          | 13.37,4 |
| Біг на 6 миль                | Пітер Драйвер                                                             | 29.09,4 GR | Френк Сандо                                                                 | 29.10,0   | Джим Пітерс                                                          | 29:20,0 |
| Марафон                      | Джо МакГі                                                                 | 2:39.36    | Джек Меклер                                                                 | 2:40.57   | Йоганнес Барнард                                                     | 2:51.50 |
| Біг на 120 ярдів з бар'єрами | Кейт Гарднер                                                              | 14,2 GR    | Кріс Гіґем                                                                  | 14,9      | Норман Вільямс                                                       | 14,9    |
| 440 ярдів з бар'єрами        | Девід Лін                                                                 | 52,4 GR    | Гаррі Кейн                                                                  | 53,3      | Боб Шоу                                                              | 53,3    |
| Стрибок у висоту             | Еммануель Іфеаджуна                                                       | 2,03 м GR  | Патрік Етолу                                                                | 1,99 м NR | Нафіу Осагіе                                                         | 1,99 m  |
| Стрибок з жердиною           | Джефф Елліотт                                                             | 4,26 м GR  | Рон Міллер                                                                  | 4,20 м    | Андріс Бургер                                                        | 4,13 м  |
| Стрибок у довжину            | Кен Вілмшерст                                                             | 7,54 м GR  | Карім Олову                                                                 | 7,39 м    | Сильванус Вільямс                                                    | 7,22 м  |
| Потрійний стрибок            | Кен Вілмшерст                                                             | 15,28 м    | Пітер Есірі                                                                 | 15,25 м   | Брайан Олівер                                                        | 15,14 м |
| Штовхання ядра               | Джон Севідж                                                               | 16,77 м GR | Джон Павеліч                                                                | 14,95 м   | Стефанус дю Плессіс                                                  | 14,93 м |
| Метання диску                | Стефанус дю Плессіс                                                       | 51,70 м GR | Рой Пелла                                                                   | 49,53 м   | Марк Фарао                                                           | 47,84 м |
| Метання молота               | Мухаммад Ікбал                                                            | 55,37 м GR | Якобус Дрейєр                                                               | 54,75 м   | Еван Дуглас                                                          | 52,81 м |
| Метання списа                | Джеймс Ечерч                                                              | 68,52 м GR | Мухаммад Наваз                                                              | 68,09 м   | Джалал Хан                                                           | 67,50 м |
| Естафета 4×110 ярдів         | Канада · Дон Стоунгаус · Брюс Спрінгбетт · Гаррі Нельсон · Дон МакФарлейн | 41,3 GR    | Нігерія · Абдул Карім Аму · Едвард Аджадо · Карім Олову · Муслім Арогундаде | 41,3      | Австралія · Брайан Олівер · Девід Лін · Гектор Гоґан · Кеван Госпер  | 41,7    |
| Естафета 4×440 ярдів         | Англія · Алан Дік · Дерек Джонсон · Пітер Хіггінс · Пітер Фрайєр          | 3.11,2 GR  | Канада · Террі Тобакко · Дуглас Клемент · Джо Форман · Лерд Слоун           | 3.11,6    | Австралія · Брайан Олівер · Девід Лін · Дон МакМіллан · Кеван Госпер | 3.16,0  |

#### Жінки
| Дисципліна                  | Золото                                                                     | Золото     | Срібло                                                               | Срібло  | Бронза                                                                           | Бронза  |
| --------------------------- | -------------------------------------------------------------------------- | ---------- | -------------------------------------------------------------------- | ------- | -------------------------------------------------------------------------------- | ------- |
| Біг на 100 ярдів            | Марджорі Нельсон                                                           | 10,7       | Вінсом Кріппс                                                        | 10,8    | Една Маскелл                                                                     | 10,8    |
| Біг на 220 ярдів            | Марджорі Нельсон                                                           | 24,0 GR    | Вінсом Кріппс                                                        | 24,5    | Ширлі Гемптон                                                                    | 25,0    |
| Біг на 80 ярдів з бар'єрами | Една Маскелл                                                               | 10,9       | Гвен Гоббінс                                                         | 11,2    | Jean Desforges                                                                   | 11,2    |
| Стрибок у висоту            | Телма Гопкінс                                                              | 1,67 м GR  | Дороті Тайлер                                                        | 1,60 м  | Еліс Вітті                                                                       | 1,60 m  |
| Стрибок у довжину           | Іветт Вільямс                                                              | 6,08 м GR  | Телма Гопкінс                                                        | 5,84 м  | Джин Десфорджес                                                                  | 5,84 м  |
| Штовхання ядра              | Іветт Вільямс                                                              | 13,96 м GR | Джекі МакДональд                                                     | 12,98 м | Магдалена Сванепоел                                                              | 12,81 м |
| Метання диску               | Іветт Вільямс                                                              | 45,01 м GR | Сьюзен Оллдей                                                        | 40,02 м | Марі Депре                                                                       | 38,66 м |
| Метання списа               | Магдалена Сванепоел                                                        | 48,83 м GR | Перл Фішер                                                           | 41,97 м | Ширлі Кузенс                                                                     | 38,98 м |
| Естафета 4×110 ярдів        | Австралія · Гвен Уоллес · Марджорі Нельсон · Ненсі Фогерті · Вінсом Кріппс | 46,8 GR    | Англія · Енн Пашлі · Гізер Армітедж · Ширлі Берджесс · Ширлі Гемптон | 46,9    | Канада · Анабелль Маррей · Дороті Козак · Джеральдін Бемістер · Марджері Сквайрз | 47,8    |

### Плавання

#### Чоловічі дисципліни
| Event                               | Золото                                                     | Золото  | Срібло                                                               | Срібло  | Бронза                                                                       | Бронза  |
| ----------------------------------- | ---------------------------------------------------------- | ------- | -------------------------------------------------------------------- | ------- | ---------------------------------------------------------------------------- | ------- |
| 110 ярдів вільним стилем            | Джон Генрікс                                               | 56,5    | Сайрус Велд                                                          | 58,5    | Рекс Обрі                                                                    | 58,7    |
| 440 ярдів вільним стилем            | Гарі Чепмен                                                | 4:39,8  | Джек Уордроп                                                         | 4:41,5  | Грем Джонстон                                                                | 4:43,3  |
| 1650 ярдів вільним стилем           | Грем Джонстон                                              | 19:01,4 | Пітер Данкан                                                         | 19:22,1 | Гері Чепмен                                                                  | 19:28,4 |
| 110 ярдів на спині                  | Джон Броквей                                               | 1:06,5  | Лінкольн Гаррінг                                                     | 1:06,9  | Сайркс Велд                                                                  | 1:08,6  |
| 220 ярдів на спині                  | Джек Домс                                                  | 2:52,6  | Пітер Джервіс                                                        | 2:52,6  | Алан Гайм                                                                    | 2:52,8  |
| Естафета 4×220 ярдів вільним стилем | Австралія Девід Гоукінс Гері Чепмен Джон Генрікс Рекс Обрі | 8:47,6  | Канада · Аллан Гілкріст · Джордж Парк · Gerald McNamee · Тед Сімпсон | 8:56,0  | Південна Африка · Денніс Форд · Грем Джонстон · Пітер Данкан · Вільям Стюарт | 8:56,3  |
| Комплексна естафета 3×110 ярдів     | Австралія Сайрус Велд Девід Гоукінс Джон Генрікс           | 3:22,0  | Нова Зеландія Фредерік Лукас Джек Домс Лінкольн Гаррінг              | 3:26,6  | Шотландія Джек Уордроп Джон Сервіс Роберт Уордроп                            | 3:27,3  |

#### Жіночі дисципліни
| Event                               | Золото                                                                                | Золото | Срібло                                                                  | Срібло | Бронза                                                          | Бронза |
| ----------------------------------- | ------------------------------------------------------------------------------------- | ------ | ----------------------------------------------------------------------- | ------ | --------------------------------------------------------------- | ------ |
| 110 ярдів вільним стилем            | Лоррен Крепп                                                                          | 1:05,8 | Вірджинія Грант                                                         | 1:06,3 | Джоан Гаррісон                                                  | 1:08,2 |
| 440 ярдів вільним стилем            | Лоррен Крепп                                                                          | 5:11,4 | Глейдіс Прістлі                                                         | 5:19,6 | Маргарет Ґірван                                                 | 5:21,4 |
| 110 ярдів на спині                  | Джоан Гаррісон                                                                        | 1:15,2 | Пет Саймонс                                                             | 1:17,4 | Джин Стюарт                                                     | 1:17,5 |
| 220 ярдів на спині                  | Еленор Гордон                                                                         | 2:59,2 | Мері Морган                                                             | 3:03,3 | Маргарет Гранді                                                 | 3:04,5 |
| Естафета 4×110 ярдів вільним стилем | Південна Африка · Фелісіті Лавдей · Джоан Гаррісон · Махдульдт Петцер · Наталі Мібург | 4:33,9 | Канада · Бен Віттолл · Глейдіс Прістлі · Гелен Стюарт · Вірджинія Грант | 4:37,0 | Англія Дайан Вілкінсон Фірн Юарт Джин Ботам Валері Нейрс-Піллоу | 4:41,8 |
| Комплексна естафета 3×110 ярдів     | Шотландія Еленор Гордон Марагрет МакДовалл Маргарет Ґірван                            | 3:51,0 | Південна Африка · Джоан Гаррісон · Махдульдт Петцер · Мері Морган       | 3:52,7 | Австралія Дженн Грір Джудіт Найт Лоррен Крепп                   | 3:55,6 |

### Стрибки у воду
| Дисципліна              | Золото          | Золото | Срібло          | Срібло | Бронза          | Бронза |
| ----------------------- | --------------- | ------ | --------------- | ------ | --------------- | ------ |
| Трамплін, 3 м, чоловіки | Пітер Гітлі     | 146,76 | Тоні Тернер     | 145,27 | Джек Стюарт     | 144,98 |
| Вишка, 10 м, чоловіки   | Білл Патрік     | 142,7  | Кевін Ньюелл    | 142,06 | Пітер Гітлі     | 141,32 |
| Трамплін, 3 м, жінки    | Енн Лонг        | 128,26 | Барбара МакОлей | 127,74 | Ірен МакДональд | 126,19 |
| Вишка, 10 м, жінки      | Барбара МакОлей | 86,55  | Юніс Міллер     | 79,86  | Енн Лонг        | 79,53  |

### Фехтування
| Дисципліна                 | Золото         | Срібло        | Бронза        |
| -------------------------- | -------------- | ------------- | ------------- |
| Рапіра, чоловіки           | Рене Пол       | Джон Фезерс   | Аллан Джей    |
| Рапіра — команди, чоловіки | Англія         | Австралія     | Канада        |
| Шпага, чоловіки            | Айвен Лунд     | Рене Пол      | Карл Швенде   |
| Шпага — команди, чоловіки  | Англія         | Канада        | Австралія     |
| Шабля, чоловіки            | Майкл Емберг   | Ралф Куперман | Джон Фезерс   |
| Шабля — команди, чоловіки  | Канада         | Англія        | Австралія     |
| Рапіра, жінки              | Мері Глен-Гейг | Джилліан Шин  | Ейлін Гардінг |